# ジムII
- 機動戦士Ζガンダム
  - ティターンズの機動兵器 > ジムII
  - エゥーゴ > ジムII

ジムII (GM II) は、「ガンダムシリーズ」に登場する架空の兵器。有人操縦式の人型機動兵器「モビルスーツ (MS)」のひとつ。初出は1985年放送のテレビアニメ『機動戦士Ζガンダム』。
前作に当たるアニメ『機動戦士ガンダム』に登場する地球連邦軍の主力量産機であるジムの改良型で、軍閥であるティターンズや連邦正規軍、および反地球連邦組織エゥーゴの各勢力で主力機として運用されるが、基本的にはジムのマイナーチェンジバージョンに過ぎない。続編の『機動戦士ガンダムΖΖ』や『機動戦士ガンダムUC』にも登場する。
本記事では、外伝作品などに登場するバリエーション機についても解説する。

## デザイン
メカニックデザインは、近藤和久による初期稿をもとに藤田一己がクリーンアップをおこなった。また、模型化用に明貴美加が三面図を描いている。
小説版『UC』では、カトキハジメによって新たに設定画が描かれ、同時に登場するジムIIIとフォルムの統一化がなされている。アニメ版ではほかの『UC』登場メカと同様、作画用に細かいディテールを簡略化した設定画が改めて描かれるとともに、バリエーション機としてジムII・セミストライカーも設定された。

## 型式番号
おもにRMS-179とされることが多いが、RGM-79Rという型式番号も『Ζ』放送当時から設定されており、前者はグリプス製のものであるとされ、1988年のムック『MS大全集』でも踏襲された。
『UC』では、原作小説版ではRGM-79Rとされるが、小説版の設定資料集である『カトキハジメ メカニカルアーカイブス』ではRMS-179とされた。アニメ版の設定資料集ではおもにRMS-179とされるが、両方について触れたものもある。
なお、『Ζ』での藤田による設定画には「RX-79・改」と記されている。また、『Ζ』と設定やストーリーが異なる近藤の漫画『サイドストーリー・オブ・ガンダムΖ』での型式番号はRGM-82、同様の雑誌企画「TYRANT SWORD Of NEOFALIA」の設定ではRS-82Bとされる。

## 設定解説
宇宙世紀0080年10月に可決された「連邦軍再建計画」を受け、一年戦争時に主力MSとして大量生産されたジムを有効活用すべく、バージョンアップ研究が開始される。一年戦争終結後に開発されたジム・カスタムは、ジム開発のひとつの到達点ともいえる高性能機であったが、生産性が低く主力量産型としては向いていなかったため、この「ジムII計画」がクローズアップされる。ただし、現行のジムを順次近代化改修するには時間も手間もかかるうえ、次世代機として十分な性能とは言いがたく、実際のところあまりコストパフォーマンスは高くない。MSに対して消極的な連邦軍上層部にとっては本計画で十分であったことに加え、ジム系の部品メーカーと上層部の一部との癒着があったとの噂もある。
開発はジャブローでおこなわれている。おもに先行量産型のジムを改修したとされるが、ジム寒冷地仕様をベースとする説や、A型やC型といった一年戦争中のモデルを対象とする説もある。0083年にはRGM-79Rの型式番号を割り当てられ、基本的な仕様（機動性の強化、索敵能力の向上、武装の改良、1,500キロワット級ジェネレーターの搭載など）が確定し、ジャブローやグラナダの工廠で第1陣として58機が改修を受けている。これが本機の最初のモデルであるが、この時点では全天周囲モニター・リニアシートは採用されておらず、0085年以降に改修された機体には導入されている。なお、換装により余剰となった旧式の熱核反応炉は、軍事機密部分を取り外して火星など辺境の開拓地に安価で輸出されており、発電設備として重宝されている。
『ADVANCE OF Ζ ティターンズの旗のもとに』では、連邦軍による本機の制式採用が決定したあと、ティターンズがみずからの部隊でその採用を検討するため、評価試験機としてジム改を本機の仕様に合わせたRGM-79CR ジム改高機動型を製造しており、0084年12月にはティターンズ・テスト・チーム（T3部隊）による試験運用が確認できる。
また、旧ジオン公国軍の技術を導入した新型量産機であるハイザックの開発時にトラブルが発生し、純連邦産であるジム系の再評価の機運が高まる（連邦軍内部の派閥闘争の激化にともない、調達容易な機体へのニーズが急速に高まったともいわれる）。これを受けて、0085年9月8日に完成したグリプスの工廠ではR型ジムIIとほぼ同じ仕様の機体をRMS-179 ジムIIとして新規に増産する運びとなる。以上より、厳密には既存のジムの近代化改修機はRGM-79R、新規製造された機体（後期生産型とも呼ばれる）はRMS-179となるが、しばしば両機は混同され、軍内で製作された書面であっても型式番号だけで新規製造分かどうかを判別するのは難しいとされる。両機にスペック上の違いはないが、新規製造がもたらすパーツ間の優れたマッチングや、近代化改修機の運用と同系列機によるテストで蓄積されたデータを投入したRMS-179の信頼性は圧倒的に高いという。
ハイザックの配備がティターンズに優先的に進められたため、本機は連邦正規軍に振り分けられているが、グリプス戦役の初期にはティターンズとエゥーゴの双方が正規軍部隊に対して取り込みをおこなっており、対立する両陣営で運用されている。生産数は10,000機を上回り、原型機であるジム（派生型含む）の総生産数3,800機の倍以上となっている。装甲強度を除けば初代ガンダム以上の性能を誇るが、台頭する第2世代MSに対して運動性の面で及ばず、次第に最前線の戦闘から支援に回されてゆき、マラサイやバーザム、ネモといった新型量産機に取って代わられている。グリプス戦役後には一部の機体がジムIIIとして本格的な改修を受け、前線に返り咲いている。
標準塗装はジムを踏襲した白と赤を基調とし（塗り分けは一部異なる）、連邦正規軍やティターンズで運用されている。エゥーゴで運用された機体は緑と白（ややくすんでいる）を基調とする。その他の塗装バリエーションについては劇中での活躍を参照。

### 機体構造
おもに原型機であるジム（初期型）との相違点について記述する。
頭部
基本的に原型機を踏襲しているが、後頭部右側にポール・タイプ・アンテナ、左側にリア・シーカーが増設され、索敵および通信機能が大幅に向上している。
胴体
ジムはその原型機であるガンダムと異なりコア・ブロック・システムを廃しているが、コア・ブロック構造自体は残されているため、本機の1,500kW級ジェネレーターへの換装や全天周囲モニター・リニアシートの導入は比較的スムーズにおこなわれている。また、左肩口にはサブ・センサーが増設されている。
腕部
0080年代のMSのトレンドにのっとり、肩アーマー側面に姿勢制御用のスラスターが2基ずつ増設されている。腕部自体はマウント・ラッチが戦後規格のものに変更された程度で、大きな変更点はない。
バックパック
D型以降のジム系の標準となっているメイン・スラスター4発のタイプに変更されており、前述の通り寒冷地仕様をベースに宇宙用に改装した機体とする説もある。また、後方警戒用のサブ・センサーが増設されている。ジム改の生産ラインをほぼ流用して供給される。
脚部
脹脛部にスラスターが3基ずつ増設されている。一部の機体に採用されていた開閉式のものを固定装備とし、生産性と整備性を維持しつつ機動性を向上させている。ただし、『UC』に登場した機体にはこのスラスターは確認できない。また、膝部にはショック・アブソーバーが追加されている。

### 武装
ビーム・ライフル
ボウワ社製（型式番号：BR-S-85-C2）で、出力1.9メガワット。従来のビーム・スプレーガンの生産ラインを転用して生産される。規格的にはローエンドであるが、フォアグリップの追加により使い勝手が向上している。徹底したユニット構造により、メンテナンス性は高い。センサー・システムは小型化とコストダウンを両立しているが、ロングレンジでの射撃性能はパイロットに「バルカン砲のほうがまし」と言わしめるほどである。エネルギーは従来通り本体から供給されており、継戦能力に課題を残しているとされるが、実戦ではバースト射撃で24連射可能な性能と、最低エネルギー・リチャージ時間（エンプティから次の1発が撃てるまでの時間）が約15秒という実用性により、多くのパイロットに支持されている。
0080年代なかばに連邦軍MS主力兵装として採用されており、本機のほかネモも標準兵装としている。また、推奨ジェネレーター出力は1,500キロワットとされるが、これを下回るジム・クゥエルも携行しており、さらに『Ζ』第12話では旧式であるジム・キャノンやガンキャノン重装型も携行している。
その他の標準兵装は原型機を踏襲しているが、ビーム・サーベルの発振器は一年戦争以来の量産品の更新部材が採用されている。
アニメ版『UC』では、ダカールで登場する機体のうち2機はジェガン（エコーズ仕様）のバズーカ（連邦軍汎用）とジム改のシールドを携行・装備。トリントン基地所属の2機のうち、1機はアクア・ジムのハープーン・ガンとジム改のシールド、もう1機は連邦軍汎用バズーカと陸戦型ガンダムや陸戦型ジムのシールドを携行・装備する。

### 劇中での活躍
『Ζ』では量産機として各話で登場。第1話では、サイド7コロニー「グリーンノア2（グリプス）」内で、ガンダムMk-IIと同様の濃紺のティターンズ・カラーに塗装された機体が倉庫に格納された状態で足先のみ確認できる。本格的な登場は第2話からで、「グリーンノア1」に侵入したアーガマのリック・ディアス小隊に対してティターンズ所属機（白と赤の標準塗装）が多数迎撃に出るが、少なくとも11機が撃破または行動不能にされる。
第3話では、アーガマの僚艦であるサラミス改級巡洋艦「モンブラン」所属の1機が2カットのみ登場するが、機体色はエゥーゴ・カラーではなく標準塗装であり、クワトロ・バジーナのリック・ディアスに邪魔者扱いされる。第6話ではモンブラン所属機（このときからエゥーゴ・カラー）が3機出撃するも、1機はライラ・ミラ・ライラのガルバルディβに撃破され、直後にモンブランも撃沈されるが、残る2機は第7話でアーガマに回収されていることが確認でき、サイド4の暗礁宙域にてスペースデブリの監視を担当している。第10話では月のアンマンでネモとともに1機がアーガマに追加配備されるが、カクリコン・カクーラーとキッチマンのハイザックによる急襲の防衛で2機が損傷する。その後のジャブロー降下作戦では、ネモとともに主力機として多数が投入されているが、パプテマス・シロッコから「蚊トンボ」呼ばわりされるなど多くの機体が撃破されている。
第12話・第32話では、ネモと同様の塗装が施された機体が登場するが、頭部の塗り分けはそれぞれ若干異なる。
『ΖΖ』第20話では、月のグラナダの宇宙港を警護する1機（エゥーゴ・カラー）が1カットのみ登場する。
アニメ版『UC』では、宇宙世紀0096年4月17日にジオン残党軍カークス隊がダカールを襲撃した際、4機のジムIIがネモやジムIIIとともに迎撃に出ている。2機がカプールに行動不能にされ、最終的にすべてシャンブロの大口径メガ粒子砲で焼き払われる。続く4月30日のトリントン基地防衛戦では、港湾部に2機が登場。いずれもゼー・ズールとゾゴックによって撃破される。いずれも標準塗装であるが、後述の小説版同様のデザート・カラーのアニメ版設定画も描き起こされている。
漫画『機動戦士ガンダム MSV-R ジョニー・ライデンの帰還』では、0090年に第27管区射撃試験場や航空宇宙試験場といった後方基地、コンペイトウの守備隊所属機として登場しているほか、コンペイトウ宙域でザンジバル級機動巡洋艦「サングレ・アスル」を捜索するエメ・ウィルヘッドのアイザックの護衛として、Federation Survey Service (FSS) のクリストバル・ラザフォードが搭乗。標準塗装で、型式番号はRGM-79R。十字のレリーフを除去したシールドに、クリストバルのパーソナル・エンブレムである「角の生えた髑髏」が描かれている。
小説版『UC』では、ジムIIIへの更新が滞っているトリントン基地の主力としてビーム・ライフルやハイパー・バズーカを携行して複数登場するが、公国軍残党のザク・マリナーやゼー・ズール、カプールに撃破される。機体色は、アニメ『機動戦士ガンダム0083 STARDUST MEMORY』に登場するトリントン基地所属のジム改やザクII F2型と同様のデザート・ピンクと濃紺を基調とする。
漫画版の『UC バンデシネ』では、ダカール戦で多数が登場するが、全機とも両肩はジムII・セミストライカーと同型となっている。トリントン基地所属機は通常の肩である。
アニメ版『UC』の外伝漫画『機動戦士ガンダムUC 星月の欠片』では、グリプス戦役時に連邦軍のジュン・ビオレッタ曹長が搭乗するほか、0095年にはラプターブルー隊の2機が登場。胸部が青で塗られており、ガンダムを彷彿とさせる。エンデ・アベニール中尉とユーディン・トーパナム中尉が搭乗し、インダストリアル7のアナハイム工専の実習場の警護を担当する。エンデ機は整備の実習に使用され、頭部を外されて分解されるが、実習場がジオン共和国の急進的右翼団体「風の会」の襲撃を受けたため、急遽実習用のレプリカ・ガンダム・ヘッドを強引に取り付け、「風の会」のハイザック3機を撃破する。同じく外伝漫画『機動戦士ガンダムUC 『袖付き』の機付長は詩詠う』では、トリントン基地での戦闘直後に海賊が鹵獲した機体の1機として登場。公国軍残党カークス隊のアジトである洞穴を襲撃するが、「袖付き」のアヴリル・ゼックのゼー・ズールに撃破される。
漫画『機動戦士ガンダム U.C.0094 アクロス・ザ・スカイ』では、主人公のブレイア・リュードらが所属する連邦軍マリアナ基地のMS隊が6機（2小隊）を運用する。機体色は『UC』と同じデザート・カラー。

## バリエーション

### ジムII・セミストライカー
宇宙世紀0096年を描いたアニメ版『UC』に登場。ジムIIの後期生産型に、既存機体の補充パーツなどを装備した現地改修機で、型式番号に変更はない。
「セミストライカー」という名称は両肩のウェアラブル・アーマーと武装のツイン・ビーム・スピアがジム・ストライカーと同型であることが由来となっている（ジム・ストライカーのコンセプトを継承しているともいわれる）。ただし、肩の装甲はレプリカ品であり、耐衝撃性能をもつウェアラブル・アーマーの機能はないとする資料もある。さらに左前腕にはフルアーマーガンダムと同型の小型シールドと一体化した増加装甲を装備しており、これがレプリカなのか予備パーツを流用したものかは不明であるが、ガンダリウム合金製である。ジムIIで向上した機動性や出力を活かすため、全身ではなく近接戦闘時に必要とされる部分にのみ増加装甲を配置することで、大規模な改修をおこなわずに機動性の維持と防御力の向上を両立させている。
また、搭乗するパイロットの操縦技術に合わせて、一定の近接戦闘モーションのみに特化したOSに書き換えられており、一定の動作に限定して優れた瞬発力および機体追従性能を示す。独特の操作性と挙動により、通常のパイロットでは立ち上がることさえ困難だったという。この特殊な調整によって、通常の駆動数値と比較して1.8秒のアドバンテージを得ている。
劇中での活躍
アニメ版『UC』劇中で唯一デザート・カラーに塗装されたジムIIである。4月30日に、トリントン基地を襲撃する公国軍残党の1機であるイフリート・シュナイドと近接戦闘をおこなうが、ツイン・ビーム・スピアの斬撃をかわされてふところに潜り込まれ、ヒート・ダートでコックピットを貫かれ敗北する。
雑誌『ガンダムエース』2017年9月号増刊『ガンプラエースSPECIAL』掲載の曽野由大の漫画「ストライカー イン トリントン Ninja of the Torington Base」では、同じくトリントン基地で複数の機体（少なくとも6機）が登場するが、いずれもイフリート・シュナイドによって行動不能にされる。
ゲーム『機動戦士ガンダム バトルオペレーション2』に登場する機体は、通常のジムIIと同じビーム・ライフルも携行している。

### ジム・スナイパーIII
ウェブ企画『A.O.Z Re-Boot』に登場。ジムIIをベースとした狙撃仕様。

### ジムII中距離支援型
GM II (with CANNON UNIT)
『A.O.Z Re-Boot』に登場（型式番号：RMS-179）。
T3部隊によってジム改高機動型で実験運用された中距離支援ユニットであるキャノンタイプのバックパックを、ジムII（ジム改をジムII仕様に近代化改修）に装備した仕様。腰部の汎用ミサイル・ポッドも引き継がれている。ジム・スナイパーIIIとともに制式採用されて生産が進められ、ティターンズを中心に配備される。なお、本機は装備や運用目的、またジム・スナイパーIIIとの対比から、非公式ではあるが「ジム・キャノンIII」とも呼ばれる。カラーリングはティターンズ・カラーが確認できる。

### ジムII・ラーII・アクア
『A.O.Z Re-Boot』に登場（型式番号：RMS-179+ARZ-124HB II M）。
ジムII（ジム改をジムII仕様に近代化改修）と、水中用強化パーツであるアクア・ハンブラビIIが合体した形態。武装はアクア・ジムのものを引き継いだ形となっており、アクア・ハンブラビIIおよびそのアクアユニット装備機が同機の後継を想定していたことが分かる。カラーリングは濃紺を基調にソール部など一部がオレンジ・イエローで塗り分けられた「T3部隊仕様カラー」となっている。

### ジムII（フェイス・ハイダー）
小説『機動戦士ガンダム ブレイジングシャドウ』に登場（型式番号：RGM-79R）。書籍『機動戦士ガンダム新訳MS大全集 U.C.0081-0090編』にも掲載。
PCM「マリア・シールド社」が払い下げられたジムIIを改修した機体で、マリア・シールド社のカラーである白を基調とした塗装がされている。頭部のバイザーを改造し、機体名称の由来となっている仮面のようなセンサーを装備、これにより中距離支援用MSと同等のセンサー性能を持つ。また後頭部のアンテナが増設され左右2基となっている。バックパックはパイロットの要望により推進力が強化されたものに換装された。リア・アーマーには予備マガジンを2つ装着できる。
『月刊ガンダムエース』内の設定紹介企画「レポート オブ ブレイジング シャドウ」では「ジムII（マリア・シールド社仕様）」という名称で紹介されていた。
武装
ジム・マシンガン
型式番号：HWF GMG MG83-90mm
ジム・マシンガンの改良モデル。メンテナンス性と普及率に優れるとされ、旧ジオン系の装甲のMSであれば問題なく撃破できる程度の火力を持つ。

### ジムII・ウェポンテスター
スマートフォンゲームアプリ『機動戦士ガンダム U.C. ENGAGE』に登場するゲームオリジナルMS。CPU専用機でプレイヤーがユニットとして入手する事は不可能。
のちのティターンズ陣営の地球連邦製MSに採用される武装の評価試験をおこなったとされる機体。当時の汎用量産機で生産数も多いジムIIが抜擢され、ティターンズ・カラーの濃紺を基調とする。試作型フェダーイン・ライフルには射撃時と近接戦闘時の使い分けを考慮して折り畳み機構付きのグリップが採用されるが、木星船団からの技術を経て制式採用時にはオミットされている。ショック・ワイヤーはシールド（ハイザックのものと同型）内蔵式が提案され、機能面での成果を挙げるが、取り回しを考慮して手もち式に改良され、「海ヘビ」へと帰結する。

### ジムII改
模型雑誌『ホビージャパン』の連載企画「TYRANT SWORD Of NEOFALIA」に登場する、ジムIIの改良型。